# Eva Fischer
Eva Fischer (Daruvar, 19. studenoga 1920. — Rim, 7. srpnja 2015.), bila je hrvatsko-talijanska slikarica.

## Životopis
Eva Fischer je rođena u Daruvaru, 19. studenoga 1920. u obitelji istaknutog talmudista i rabina Leopolda Fischera. Diplomirala je na Umjetničkoj akademiji u Lyonu nešto prije izbijanja Drugog svjetskog rata. 1941. godine živjela je u Beogradu, te je 6. travnja iste godine preživjela žestoki napad Luftwaffea na grad. Oca su joj ubili nacisti, dok je Eva zajedno s majkom i bratom deportirana i internirana u logor na Korčuli koji je bio pod upravom talijanske vojske. Nešto kasnije je s bratom prebačena u Split, gdje joj je bilo dopušteno njegovati bolesnu majku u gradskoj bolnici. 1943. godine, Eva i njezina obitelj su dobili dozvolu za odlazak iz Splita u talijansku Bolognu. U Italiji su svi zajedno promijenili prezime u Venturi kako bi se lakše uklopili i sakrili od progona. Eva, njezina majka i brat uspjeli su preživjeti Holokaust uz pomoć dobrih ljudi koji su im pomagali. Nakon rata Eva je odlučila ostati u Italiji izabravši Rim za svoj novi dom. U Italiji je ostvarila zavidnu karijeru, upoznavši umjetnike poput Salvadora Dalíja i Pabla Picassa. Za vrijeme boravka u Parizu upoznala je Marc Chagalla s kojim je ubrzo postala bliska prijateljica i njegova velika obožavateljica. 1960-ih boravila je u Londonu gdje je izlagala svoja djela u galeriji Lefevre. Za vrijeme stvaralaštva Eva je posjetila i boravila u Izraelu tj. Jeruzalemu i Hebronu, te Americi. U Americi su njezina djela kupili i skupljali glumci poput Humphreya Bogarta, Lauren Bacall i Henryja Fonde. 1992. godine talijanski kompozitor Ennio Morricone je skladao glazbu za jednu od Evinih izložbi. 

## Vanjske poveznice
- Eva Fischer (službena web stranica)